# Roberto Nahum
Roberto Yamil Nahum Anuch (Río Negro, 17 de septiembre de 1948) es un abogado y profesor de derecho procesal chileno. Ingreso a la carrera de Derecho en la Universidad de Chile, donde estudió entre 1967 y 1972,  obteniendo la Licenciatura en Ciencias Jurídicas y Sociales. Titulándose más tarde de abogado. Ha sido decano de la Facultad de Derecho de la Universidad de Chile en los periodos 2002-2009 y 2010-2014. En el año 2017 es electo decano de la Facultad de Derecho, de la Universidad de Santiago.

## Biografía
Nació en 1948 en la ciudad de Río Negro, en la Región de Los Lagos, hijo de inmigrantes sirios. Egresó del Colegio San Mateo de Osorno. Fue puntaje nacional en la Prueba de Admisión a la Universidad, entrando en primer lugar a la carrera de Derecho en la Universidad de Chile, donde estudió entre 1967 y 1972. Para luego recibirse de abogado en la Excelentísima Corte Suprema.
En 1987 encabezó la oposición de los profesores de la Facultad de Derecho a la gestión del rector delegado ingeniero José Luis Federici.[cita requerida]
En 2007 fue gestor del contrato que firmaron la Universidad de Chile y Azul Azul, sociedad anónima controladora del Club Universidad de Chile, donde se establece una concesión por 30 años para utilizar el nombre de la universidad y sus marcas y símbolos. Azul Azul, a su vez, entrega el 1,05% de los ingresos o el 3,5% de las utilidades. Nahum integró el directorio de Azul Azul entre 2007 y 2016, como uno de los dos representantes de la casa de estudios.
El 20 de marzo de 2019 fue designado por el Consejo Nacional de Educación, a propuesta del Ministerio de Educación, como administrador de cierre de la Universidad del Pacífico.

## Carrera académica
Fue profesor de Clínicas Jurídicas de la Universidad de Chile. 1975-1976. Desde 1976 a la fecha  se ha desempeñado como profesor de derecho procesal en la Facultad de Derecho de la Universidad de Chile,  ocupando también el cargo de director del Departamento de Derecho Procesal entre los años 1984-1997, y decano entre los años 2002 -2009, 2010 -2014. En el año 2018  decide presentarse por una cuarta vez para elecciones de decano, no obtenido los resultados esperados (quedó en el 3 lugar, venciendo en dicha elección el profesor Pablo Ruiz- Tagle). Fue decano subrogante entre 1997 y 1998.  Entre los años 1987-1997 ocupó el cargo de Director de la Escuela. También fue decano de la Facultad de Derecho de la Universidad de Santiago en 2017.

## Decanato

### Primer y segundo período (2002-2009)

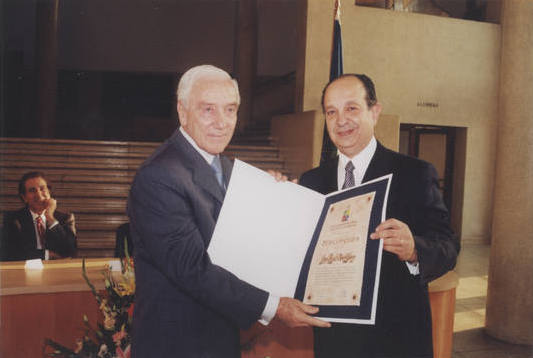
Miguel Otero y Nahum en 2004.

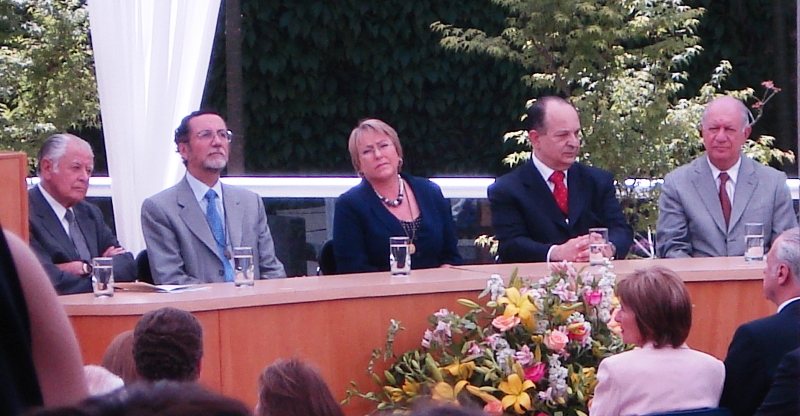
Ceremonia de inauguración del "Edificio de los Presidentes" en 2007.

En 2002 fue elegido decano para el período 2002-2006, siendo posteriormente reelegido para el período 2006-2010.
En el año 2007 inauguró un nuevo edificio en el ala norte de la Facultad de Derecho, llamado "Edificio de los Presidentes", que alberga salas para pregrado y postgrado, casino y estacionamientos. En la ceremonia de apertura de las nuevas instalaciones estuvieron presentes los expresidentes de Chile egresados de la Facultad vivos a la fecha, Patricio Aylwin y Ricardo Lagos, además de la presidenta Michelle Bachelet.

#### Toma de la Facultad de Derecho y renuncia
El 2009 estalló el descontento estudiantil con la dirección que Roberto Nahum había dado a la Facultad, lo que se vio favorecido por la polémica que conllevó la salida de la directora del Centro de Estudios de Derecho Informático (CEDI), Lorena Donoso, quien acusó a Nahum, entre otras cosas, de malversación de fondos del "proyecto Ombudsman" que habría usado en la construcción del "Edificio de Los Presidentes", y de no haber producido los trabajos que le dieron la categoría de Profesor Titular. Siete profesores firmaron una carta dirigida al rector de la Universidad, Víctor Pérez Vera, en la que pidieron investigar el caso, pero finalmente la Universidad desechó las acusaciones. El Centro de Estudiantes presentó un petitorio al decanato, en que se incluían varias reformas y la salida de las autoridades principales, pero sus demandas no fueron satisfechas tras lo que se tomaron la facultad el 29 de abril de ese año.
El 14 de mayo, Nahum entabló un recurso de protección ante la Corte de Apelaciones de Santiago en contra de Gabriel Boric, presidente del CED, y de los alumnos en toma, que fue rechazado por decisión unánime el 20 de mayo. El 1 de junio el rector Pérez nombró como vicedecano a Cristián Maturana, quien asumió como Decano subrogante al estar Nahum con licencia médica. Las decisiones de Maturana quedarían sin efecto tres días después, cuando Nahum desechó tomar licencia y retomó el cargo, indicando en la prensa que no renunciaría, motivando una radicalización de la toma que se extendió a la Torre 15 de San Borja, donde se ubican los Servicios Centrales de la universidad. Sin embargo, el 5 de junio, y tras una extensa jornada en Casa Central de la Universidad de Chile, anunció su renuncia condicionada al fin de la toma. Tras casi una semana desde que los estudiantes depusieron la toma, Nahum hizo efectiva su renuncia ante el claustro de la Facultad el 17 de junio.
En cuanto a las acusaciones formuladas, Víctor Pérez nombró una comisión ad hoc (llamada "Comisión Especial Asesora"), que determinó que Roberto Nahum había cometido plagio académico, al copiar la tesis de un alumno del año 1997, lo que le habría permitido acceder a la calidad de profesor titular y, consecuencialmente, al decanato. El 13 de noviembre de 2009, la Corte de Apelaciones de Santiago resolvió, por unanimidad, que el rector Pérez había incurrido en una actuación ilegal e arbitraria al hacer suyo el informe de la Comisión y darlo a conocer a la opinión pública, ordenando bajar de la página web el referido informe y subir en su reemplazo la sentencia, así como distribuir a todos los miembros de la comunidad universitaria copia íntegra de ella. La Corte no se pronunció sobre la efectividad del plagio, sino sobre la violación de las normas del debido proceso por el Rector de la Universidad de Chile al crear comisiones especiales para juzgar el asunto.
Tras su renuncia, el penalista Luis Ortiz Quiroga ejerció como decano subrogante.

### Tercer período (2010-2014)

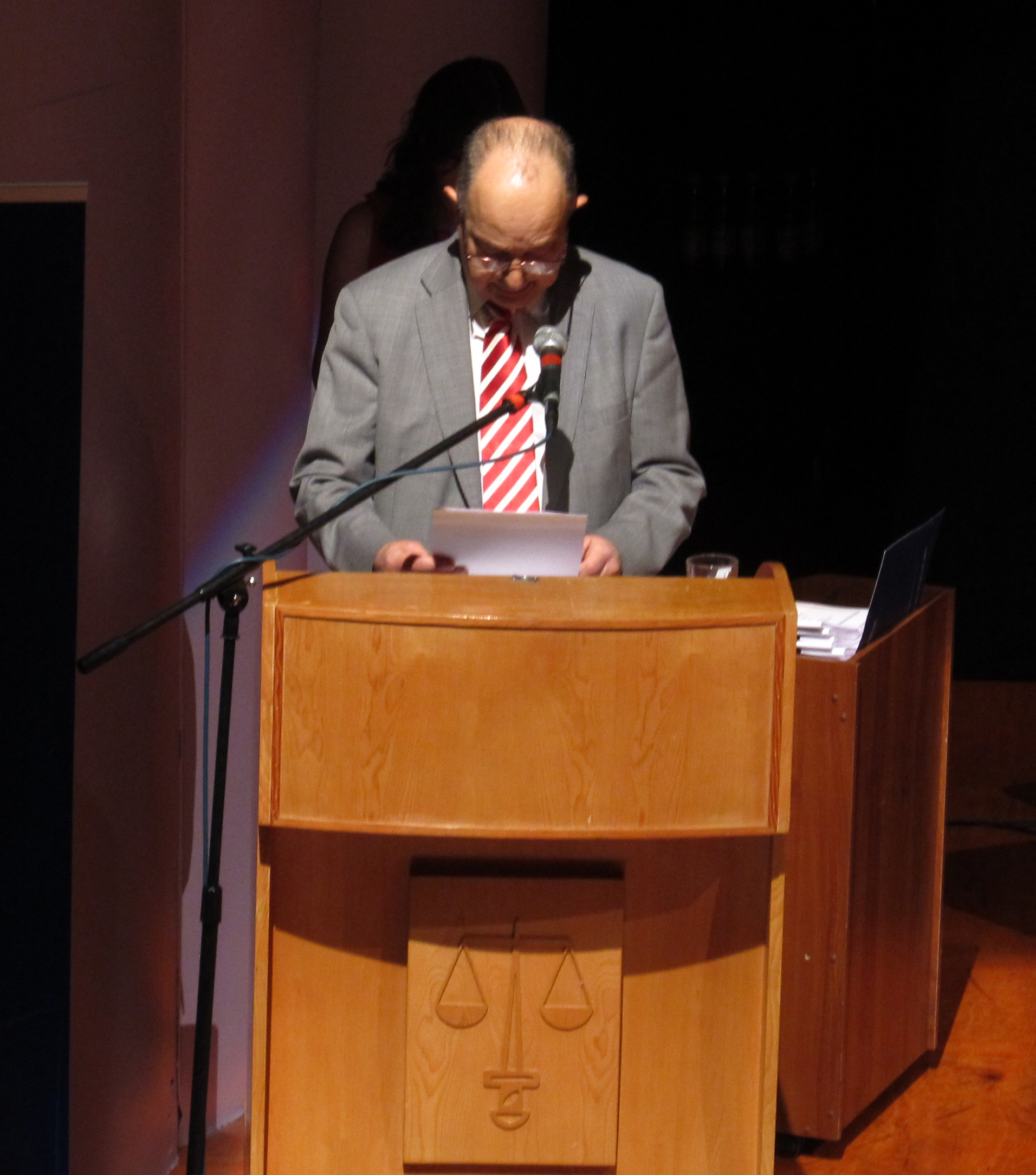
Nahum en 2013.

En 2010 Nahum decidió repostular al cargo de decano de la Facultad para el período 2010-2014, siendo su única competidora la profesora Cecilia Medina. En la elección del 10 de junio de ese año, Nahum resultó elegido por un 58 % de las preferencias.
Nahum lanzó su candidatura a la reelección en 2014, sin embargo ésta fue impugnada por un grupo de académicos de la Facultad de Derecho ante la Junta Electoral Central de la Universidad de Chile, debido a que según éstos incumplía con el máximo de reelecciones consecutivas permitidas por el estatuto universitario. Finalmente, la Junta Electoral Central acogió la impugnación, por lo que Nahum recurrió al Tribunal Electoral de la Región Metropolitana (TER), acogiéndose una medida cautelar que prohíbe al rector de la Universidad convocar a un nuevo proceso electoral, mientras dicho tribunal no se pronuncie sobre la reclamación del profesor Nahum.
En julio de 2014 dejó el decanato en manos de su entonces vicedecano, Pierino Perazzo. El 18 de agosto el rector de la Universidad de Chile Ennio Vivaldi requirió la declaración de incompetencia del TER metropolitano ante el Tribunal Constitucional (TC), alegando que no puede ser revisado el proceso electoral de la universidad por esta vía, al ser un órgano del Estado y no un cuerpo intermedio. El tribunal falló a favor de la Universidad de Chile en octubre de ese año, por lo cual Nahum no pudo postularse en la elección de abril de 2015 para el decanato de la Facultad de Derecho.

### Cuarta candidatura al Decanato
En agosto de 2018, Nahum postuló nuevamente a decano de la Facultad, quedando en el tercer y último  lugar de las preferencias con un 28,08% de los votos ponderados.